# Son de mar
Son de mar è un film del 2001 diretto da Bigas Luna, tratto dall'omonimo romanzo di Manuel Vicent.

## Trama
In una cittadina spagnola vicino a Valencia arriva Ulises, un attraente professore di letteratura al liceo con la passione per il mare, la pesca e le barche. Prende alloggio in una pensioncina e lì viene sedotto da Martina, la giovane e solare figlia dei proprietari anch'essa innamorata del mare e stregata dal fascino del professore che le legge versi da "Itaca" di Costantino Kavafis e recita passi dell'Eneide, in particolare l'episodio di Laocoonte, il troiano punito da Atena con l'invio dei serpenti contro la città stessa di Troia.
Nonostante le pressioni che riceve da parte di Sierra, un ricco imprenditore edile amico di famiglia e da anni vanamente innamorato di lei, Martina rimane incinta di Ulises e lo sposa. Vanno a vivere insieme e nasce un figlio ma ben presto la noia comincia a fare capolino nella vita di Ulises che, uscito una mattina per pescare sulla sua barchetta, scomparirà in mare.
Con uno stacco di quattro anni ritroviamo Martina risposata con Sierra e stabilitasi col figlioletto nella lussuosa villa di lui. Le cose sembrano andare mestamente, quando all'improvviso una telefonata anonima le sconvolge la vita: è Ulises, che chiede di incontrarla di nascosto, e che le rivela di essere stato in giro per il mondo e di non averla mai dimenticata. Nonostante la rabbia iniziale, anche perché Ulises l’ha tradita, Martina gli cade tra le braccia ed incomincia con lui una relazione clandestina in un appartamento vuoto costruito da Sierra.
Ma questi, insospettito dal comportamento anomalo della moglie, l'ha fatta pedinare e viene ben presto a conoscenza della tresca, andando su tutte le furie. A Martina non resta che andarsene con Ulises a bordo della barca del marito, chiamata Son de mar. Però Sierra, preventivamente, ha sabotato l'imbarcazione danneggiandone il motore e creando delle falle, oltre a privarla dei salvagente; Martina e Ulises se ne rendono conto al largo. La fine, tragica nella sua irrealtà, vede i due in un obitorio, che si rianimano per unirsi di nuovo nella loro travolgente passione.

## Riconoscimenti
- 2002 - Premio Goya
  - Migliore sceneggiatura non originale
  - Miglior attore non protagonista a Eduard Fernández